# Кантелё (кантон)
Кантелё (фр. Canteleu) — кантон во Франции, находится в регионе Нормандия, департамент Приморская Сена. Входит в состав округа Руан.

## История
Кантон образован в результате реформы 2015 года путём объединения кантона Маром и четырёх коммун кантона Гран-Курон.

## Состав кантона с 22 марта 2015 года
В состав кантона входят коммуны (население по данным Национального института статистики Архивная копия от 7 ноября 2021 на Wayback Machine за 2018 г.):
- Валь-де-ла-Э (715 чел.)
- Кантелё (14 244 чел.)
- Маром (10 730 чел.)
- Ото-сюр-Сен (406 чел.)
- Саюр (1 217 чел.)
- Сен-Пьер-де-Манвиль (909 чел.)

## Политика
На президентских выборах 2022 г. жители кантона отдали в 1-м туре Жану-Люку Меланшону 27,5 % голосов против 26,0 % у Марин Ле Пен и 25,5 % у Эмманюэля Макрона; во 2-м туре в кантоне победил Макрон, получивший 56,5 % голосов. (2017 год. 1 тур: Жан-Люк Меланшон – 25,2 %, Марин Ле Пен – 24,1 %, Эмманюэль Макрон – 21,0 %, Франсуа Фийон – 11,9 %; 2 тур: Макрон – 62,7 %. 2012 год. 1 тур: Франсуа Олланд — 37,1 %, Николя Саркози — 19,4 %, Марин Ле Пен — 17,9 %; 2 тур: Олланд — 62,8 %. 2007 год. 1 тур: Сеголен Руаяль — 31,5 %, Саркози — 23,1 %; 2 тур: Руаяль — 57,8 %).
С 2015 года кантон в Совете департамента Приморская Сена представляют мэр города Маром Давид Ламире (David Lamiray) и вице-мэр коммуны Сен-Пьер-де-Манвиль Брижитт Манзанар (Brigitte Manzanares) (оба — Социалистическая партия).
|                | Кандидаты                     | Партия                   | Первый тур | Первый тур     | Второй тур | Второй тур |
| Кол-во голосов | Кандидаты                     | Партия                   | % голосов  | Кол-во голосов | % голосов  |            |
| -------------- | ----------------------------- | ------------------------ | ---------- | -------------- | ---------- | ---------- |
|                | Давид Ламире Брижитт Манзанар | Социалистическая партия  | 2 707      | 52,34          | 3 742      | 73,44      |
|                | Антони Ванес Саломе Тесье     | Национальное объединение | 1 082      | 20,92          | 1 353      | 26,56      |
|                | Ги Вюркер Брижитт Монтье      | Коммунистическая партия  | 730        | 14,11          |            |            |
|                | Коринн Гудмар Лоран Тьебо     | Право-центристский блок  | 653        | 12,53          |            |            |

|                | Кандидаты                     | Партия                  | Первый тур | Первый тур     | Второй тур | Второй тур |
| Кол-во голосов | Кандидаты                     | Партия                  | % голосов  | Кол-во голосов | % голосов  |            |
| -------------- | ----------------------------- | ----------------------- | ---------- | -------------- | ---------- | ---------- |
|                | Давид Ламире Брижитт Манзанар | Социалистическая партия | 3 620      | 42,38          | 5 135      | 64,45      |
|                | Вероник Кенвиль Жюльен Одьевр | Национальный фронт      | 2 384      | 27,91          | 2 832      | 35,55      |
|                | Карим Адеф Карлин Лефевр      | Правый блок             | 1 252      | 14,66          |            |            |
|                | Мари Карон Борис Лекёр        | Разные левые            | 1 096      | 12,83          |            |            |
|                | Валери Леконт Тони Пёлев      | Разные правые           | 189        | 2,21           |            |            |